# 内蓑輪
内蓑輪（うちみのわ）および内箕輪（読み同じ）は、千葉県君津市の地名。現行行政地名は大字内蓑輪および内箕輪1丁目。郵便番号は内蓑輪が299-1176、内箕輪が299-1175。当地域の人口は1,091人（2015年6月末現在、住民基本台帳調査による。君津市調べ）。
現在、住居表示実施地区と未実施地区の漢字表記が異なっているが、本記事では双方について記述する。

## 地理
市内北西部、小糸川下流右岸に位置する。地内は中央部と北部に住宅地があり、周辺部には公園や寺社などが点在する。
北で南子安、東で八重原・三直、南で法木作、西で外箕輪とそれぞれ接する（いずれも君津市）。
地内東部が大字内蓑輪、西部が内箕輪1丁目である。

## 歴史

### 沿革
- 江戸時代 - 周淮郡内蓑輪村成立。当初は幕府・清水家の相給、のち旗本林氏・小笠原氏の相給。
- 1873年（明治6年） - 内蓑輪村、千葉県に所属。
- 1889年（明治22年）4月1日 - 町村制施行により周淮郡八重原村大字内蓑輪となる。
- 1897年（明治30年）4月1日 - 八重原村、郡統合により君津郡所属となる。
- 1943年（昭和18年）4月1日 - 八重原村と周西村が合併し君津郡君津町が成立、同町の大字となる。
- 1943年（昭和18年） - 一部が八重原として分立。
- 1971年（昭和46年）9月1日 - 君津町が市制施行し、君津市となる。
- 1972年（昭和47年）4月1日 - 内箕輪保育園開園[5]。
- 1972年（昭和47年）8月17日 - 内みのわ運動公園起工式[5]。
- 1981年（昭和56年）12月1日 - 一部で住居表示実施[5]、南子安6丁目・9丁目に編入。
- 1983年（昭和58年）11月1日 - 一部で住居表示実施[5]、内箕輪1丁目成立。

## 統計
|             | 世帯数 | 人口  | 地図                               |
| ----------- | ------ | ----- | ---------------------------------- |
| 内蓑輪      | 194    | 442   | 北緯35度19分24秒 東経139度55分56秒 |
| 内箕輪1丁目 | 282    | 631   | 北緯35度19分24秒 東経139度55分48秒 |
| 計          | 476    | 1,073 |                                    |

1. ↑  “平成29年君津市人口”.   君津市 (2017年11月8日). 2017年11月20日閲覧。
2. ↑  単位：世帯
3. ↑  単位：人

## 小・中学校の学区
市立小・中学校に通う場合、学区は以下の通りとなる。
| 大字・丁目  | 番地 | 小学校               | 中学校               |
| ----------- | ---- | -------------------- | -------------------- |
| 内蓑輪      | 全域 | 君津市立八重原小学校 | 君津市立八重原中学校 |
| 内箕輪1丁目 | 全域 | 君津市立八重原小学校 | 君津市立八重原中学校 |

## 交通
地内を通る鉄道路線はない。最寄駅はJR内房線君津駅。

### バス
- 日東交通
  - 君津市内循環線 君津駅北口 - 君津製鐵所 - 大和田 - 君津駅北口 - 君津市役所 - 八重原寮前 - 八重原社宅（循環ルート）

大字内蓑輪の北端を通過。
- 君津市コミュニティバス
  - 小糸川循環線 君津グラウンドゴルフ場 - 常代5丁目 - 君津駅南口 - 君津市役所 - 市民体育館 - 君津バスターミナル - 常代5丁目 - （小糸郵便局前） - 君津グラウンドゴルフ場（循環ルート）

地内を東西に横断。

このほか、日東交通三島線が内箕輪1丁目西端を通過するが、地内にバス停は無い。

### 道路
一般国道
- 国道127号（内房なぎさライン） - 内箕輪1丁目の西端を南北に走る。

主要地方道
- 千葉県道92号君津鴨川線 - 内箕輪1丁目の南西端で国道127号線から分岐、内箕輪1丁目から大字内蓑輪にかけて南東方向へ走る。

## 施設
内蓑輪
- 九十九坊廃寺跡
- 歓喜院
- 塞神社
- 君津市立内箕輪保育園
- 内箕輪青年館
- 三島光産八重原寮
- 吉川工業内箕輪社宅
- ASEジャパン君津分室

内箕輪1丁目
- 内みのわ運動公園[7]
  - 君津市民体育館
- 厳島神社
- 上村台公園[7]

公立小学校の学区は全域で君津市立八重原小学校、公立中学校は君津市立八重原中学校。